# Lady Sovereign
Lady Sovereign, artistnamn för Louise Amanda Harman, född 19 december 1985 i London, är en brittisk rap- och grime-artist. Hennes debutalbum Public Warning släpptes 2006.

## Karriär

### Tidiga singlar och EP
"The Battle" inledde en rad singlar som skulle driva Lady Sovereign i strålkastarljuset. Medan "A Little Bit Of Shhh!", "9 to 5" och "Sad arse Stripper" sålde bra, gratis freestyles (endast släppta på internet) som "Tango" och "Cheeky" höll på att bli lika populära. Den 15 november 2005 släppte Chocolate Industries EP:n Vertically Challenged, där det mesta av hennes singlar samlades. I april 2006 gav hon ut sin andra EP, Blah Blah i Storbritannien. 
Bortsett från hennes egna skivor kunde Lady Sovereign 2005 visas som gästartist eller medarbetare på flera andra projekt. Hon började 2005 med att medverka på grime-samlingen Run the Road, där både som soloartist och med The Streets. När The Ordinary Boys släppte singeln "Boys will be boys", släppte Lady Sovereign en remix som svar på låten, med musik och refräng av den ursprungliga, men med mestadels egen sång till tonerna av "girls will be girls". I maj 2006 medverkade hon på Ordinary Boys-singeln "Nine2Five", en remixad version av hennes egen "9 to 5", under namnet "The Ordinary Boys vs. Lady Sovereign". "Nine2Five" kom in på #38 på "the UK top 40 singles on downloads only", och hoppade till #6 när den blev tillgänglig på cd och 7" vinylsingel under den vecka som inleddes den 22 maj 2006. Det var hennes högsta topplistplacering hittills.

### Def Jam ochPublic Warning
2005 var Lady Sovereign med på ett möte med den amerikanska hiphop-artisten och koncernchefen för etiketterna Def Jam Recordings och Roc-A-Fella Records, Jay-Z. Detta blev starten på ett genombrott i den amerikanska musikscenen. Med Usher och LA Reid sittande bredvid bad Jay-Z om en, på plats, freestyle från Sovereign innan erbjöd henne ett kontrakt på Def Jam. Med singeln "Hoodie" släpptes Lady Sovereigns debutalbum, Public Warning på Def Jam 2006. Lady Sovereign är den första icke-amerikanska kvinnliga artisten någonsin att få skivkontrakt på Def Jam.
Den 31 oktober 2006 släpptes hennes debutalbum Public Warning, innehållandes "Random", "9 to 5", "Hoodie" och singeln "Love Me Or Hate Me", som släpptes på samma dag. Musikvideon för den singel inkluderar en Lady Sovereign som hånar stereotypa ideal för kvinnlighet genom populär klädsel och manér. Några av texterna inkluderar "I'm fat, I need a diet/No, in fact I'm just too light/I ain't got the biggest breast-ises,/but I write all the bestest hits/I've got hairy armpits/But I don't walk around like this/I wear a big baggy t-shirt that hides that nasty shit". Texterna fortsätter i denna satiriska karaktär och Lady Sovereign fortsätter att kommentera och uttrycka sin dissonans med kvinnliga livsstilar i populärkulturen. Hon påbörjade en USA-turné den 23 oktober 2006 och kort därefter dök hon upp på Late Show with David Letterman. Förutom sin egen turné, verkade hon som förband till olika artister, däribland The Streets och Gwen Stefani på sin The Sweet Escape Tour 2007.
Den 17 oktober 2006 blev "Love Me Or Hate Me" den första video av en brittisk artist att nå #1 på USA (och original) version av MTVs Total Request Live. "Love Me Or Hate Me" släpptes i Storbritannien 29 januari 2007, med albumet efter den 5 februari 2007.
Lady Sovereign har spelat in en cover på Sex Pistols "Pretty Vacant" för The OC:s nya album, Music From The OC Mix 6 "Covering Our Tracks".

### Jigsaw
Enligt hennes MySpace-bulletin skulle ett andra album släppas under våren 2009. Planer på en turné nämns då också. Efter en sista tvist med Island Records, avslöjades det på den officiella hemsidan att hon kommer att släppa albumet på sitt oberoende skivbolag, "Midget Records", och att hennes andra studioalbum var helt färdigskrivet och några låtar spelades redan in. Hon sa också att albumet kommer att släppas i USA och Storbritannien den 7 april 2009. 8 december 2008, Lady Sovereign omräknats att hennes nya skiva "Jigsaw", skulle släppas den 6 april 2009. Hon släppte även en singel gratis med titeln "I Got You Dancing", vilket gör den tillgänglig på hennes MySpace-sida och hennes officiella hemsida.

## Diskografi

### Album
- Public Warning (2006)
- Jigsaw (2009)

### EP
- Vertically Challenged (2006)
- Blah Blah (2006)
- Those Were the Days (2007)

### Singlar
- Random - 2005
- 9 to 5 - 2005
- Hoodie - 2005
- Nine2Five - 2006
- Love Me or Hate Me - 2006
- Those Were the Days - 2007
- I Got You Dancing - 2008
- So Human - 2009